# Linia kolejowa Hannover – Berlin
Linia kolei dużych prędkości Hannover – Berlin – linia kolejowa o długości 258 km, łącząca miasta niemieckie Hanower i Berlin.
Na odcinku Wolfsburg – Berlin wybudowano nową linię, położoną w dużej mierze równolegle do Lehrterbahn (starej linii kolejowej Berlin – Hanower) otwartej w 1871 roku. Cała linia została otwarta oficjalnie w dniu 15 września 1998 r. i została oddana do eksploatacji 20 września 1998 roku.